# Zalerion nepura
Zalerion nepura är en svampart som beskrevs av R.T. Moore & Meyers 1962. Zalerion nepura ingår i släktet Zalerion och familjen Lulworthiaceae.   Inga underarter finns listade i Catalogue of Life.